# سایوز تی‌ام‌ای-۱۳ام
سایوز-تی‌ام‌ای-۱۳ام (به روسی: Союз )(به معنای اتحاد) یک مأموریت سرنشین دار سازمان ملی فضانوردی روسیه به سمت ایستگاه فضایی بین‌المللی محسوب می‌شود.

همچنین فضاپیمای این مأموریت وظیفه ارسال و بازگرداندن تعدادی از فضانوردان گروه اعزامی ۴۰ و گروه اعزامی ۴۱ را نیز بر عهده داشت.

## خدمه مأموریت
| نام              | ملیت                | تعداد پرواز | نقش عملیاتی | تصویر |
| ماکسیم سورایف    | روسیه               | ۲           | فرمانده     |       |
| گئورگی آر. ویسمن | ایالات متحده آمریکا | ۱           | مهندس پرواز |       |
| السکاندر گرست    | آلمان               | ۱           | مهندس پرواز |       |

## نگارخانه

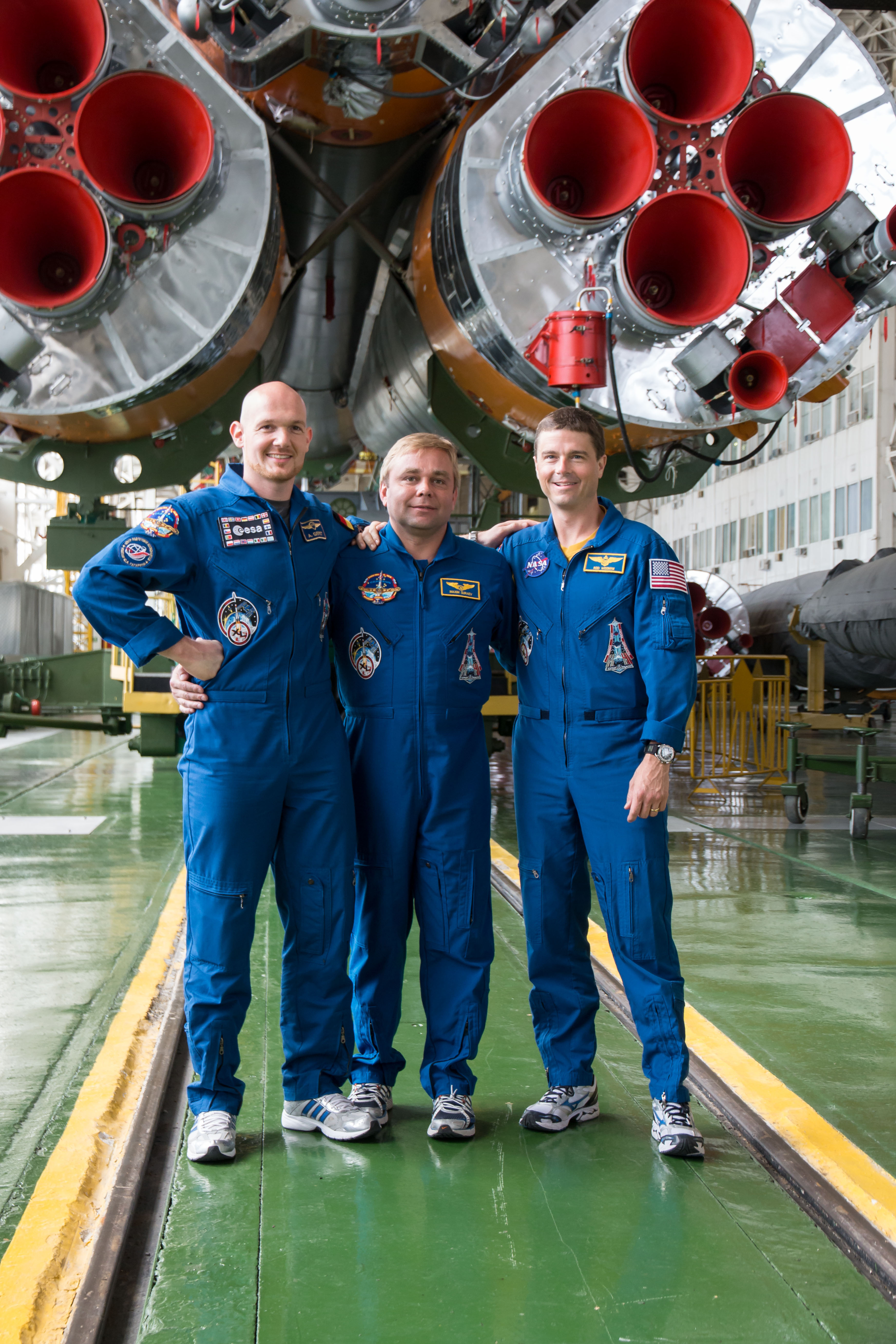
فضانوردان اصلی تی‌ام‌ای-۱۳ام
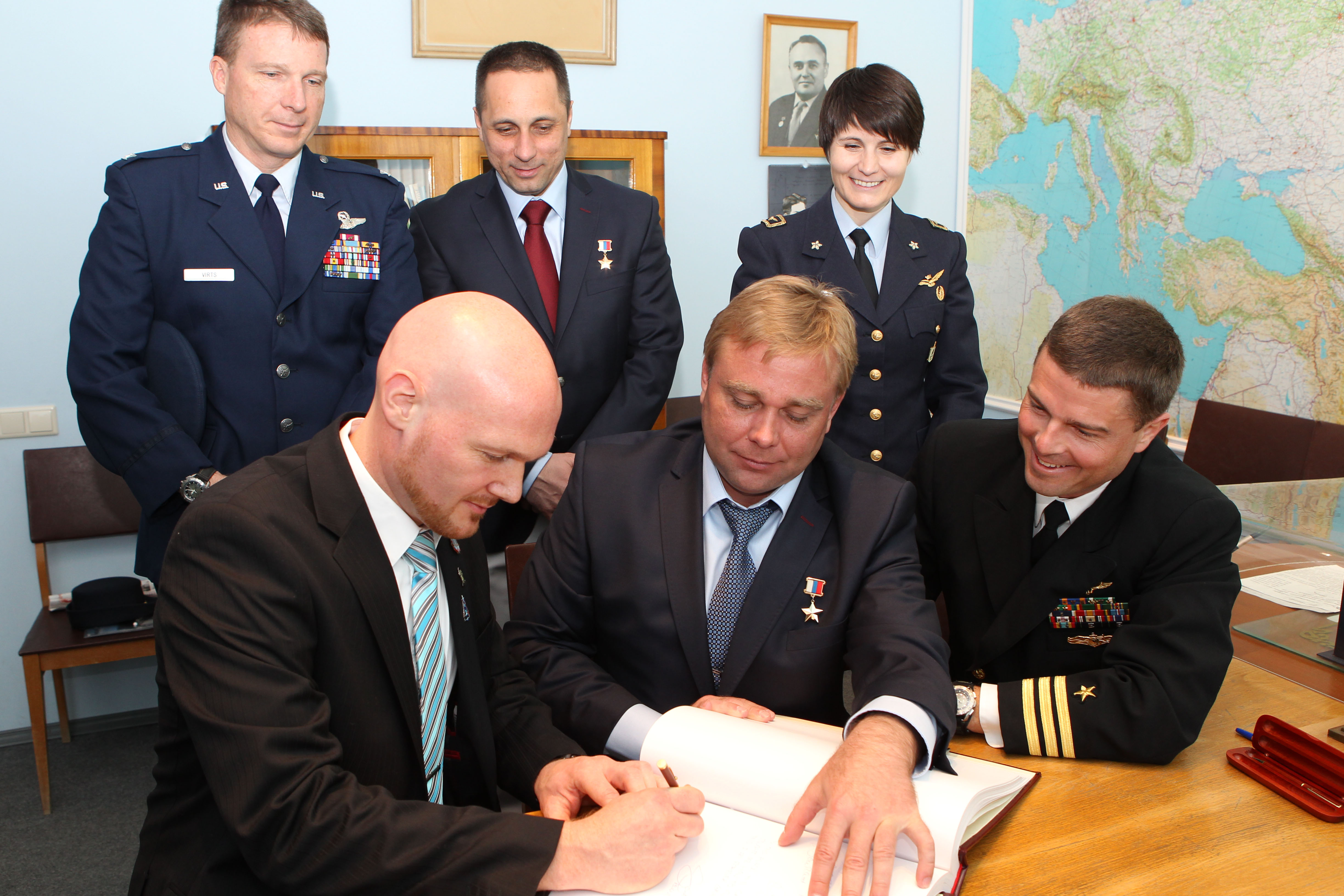
فضانوردان اصلی و پشتیبان تی‌ام‌ای-۱۳ام
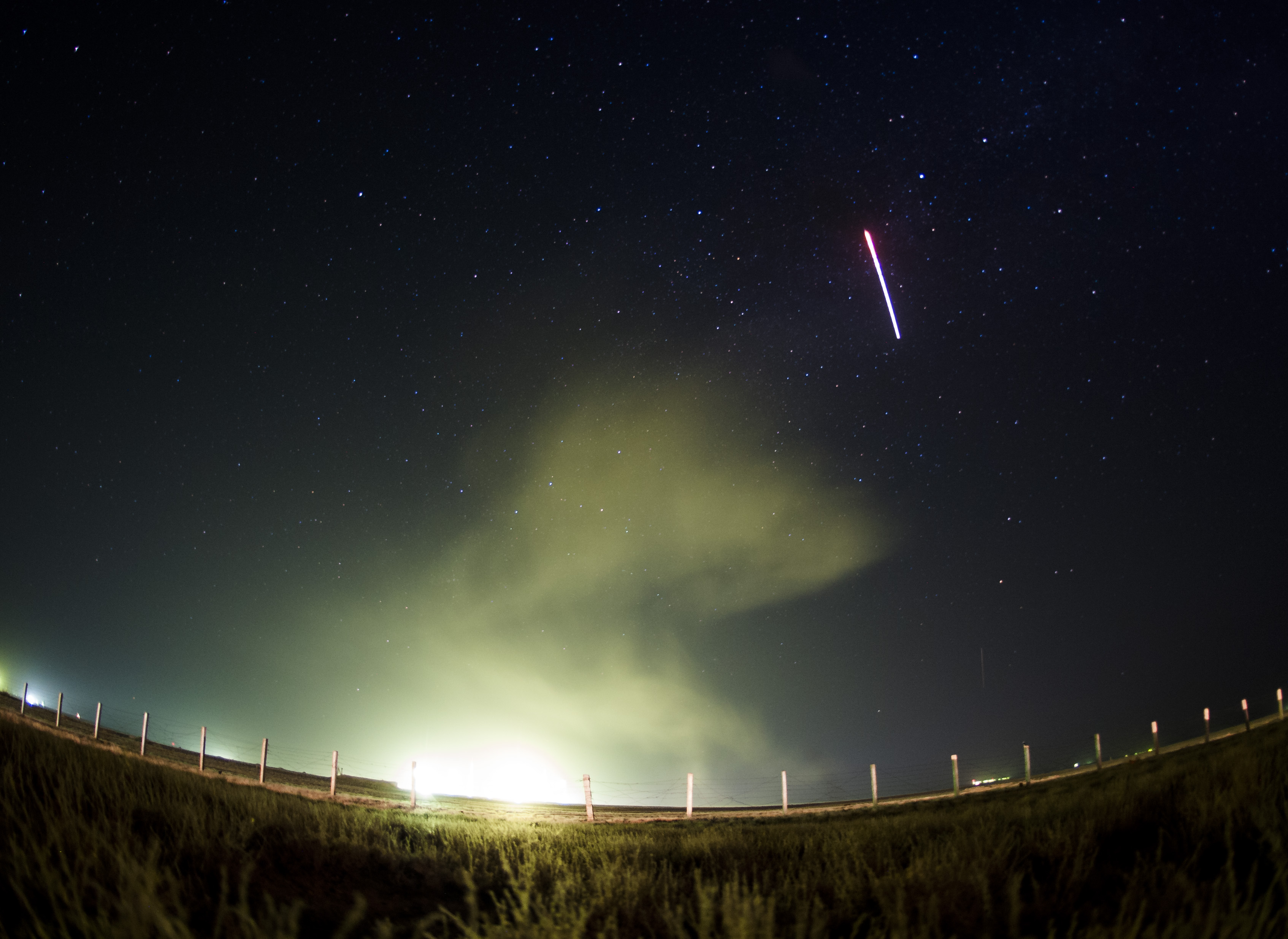
پرتاب تی‌ام‌ای-۱۳ام
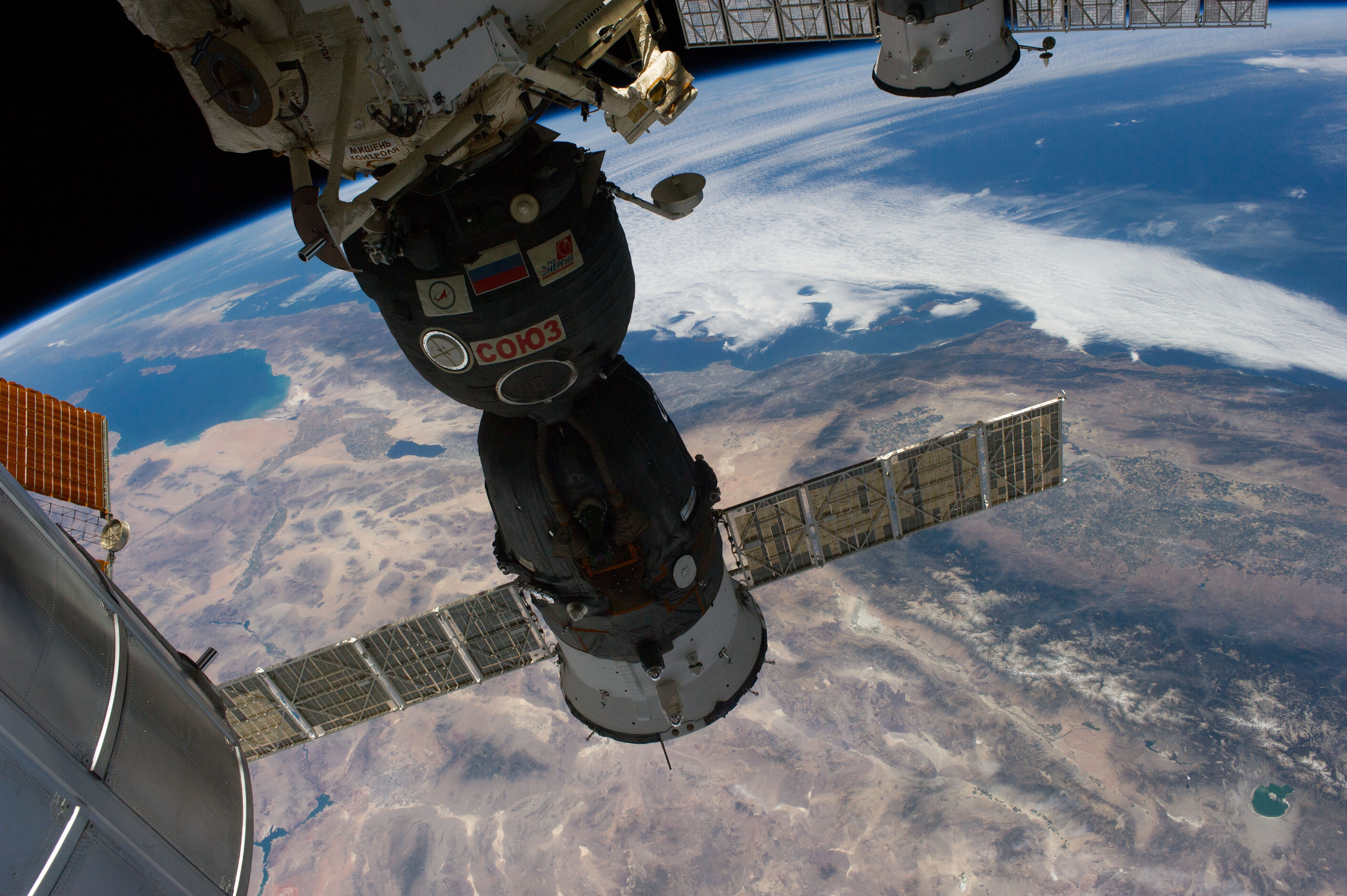
تی‌ام‌ای-۱۳ام متصل به ایستگاه
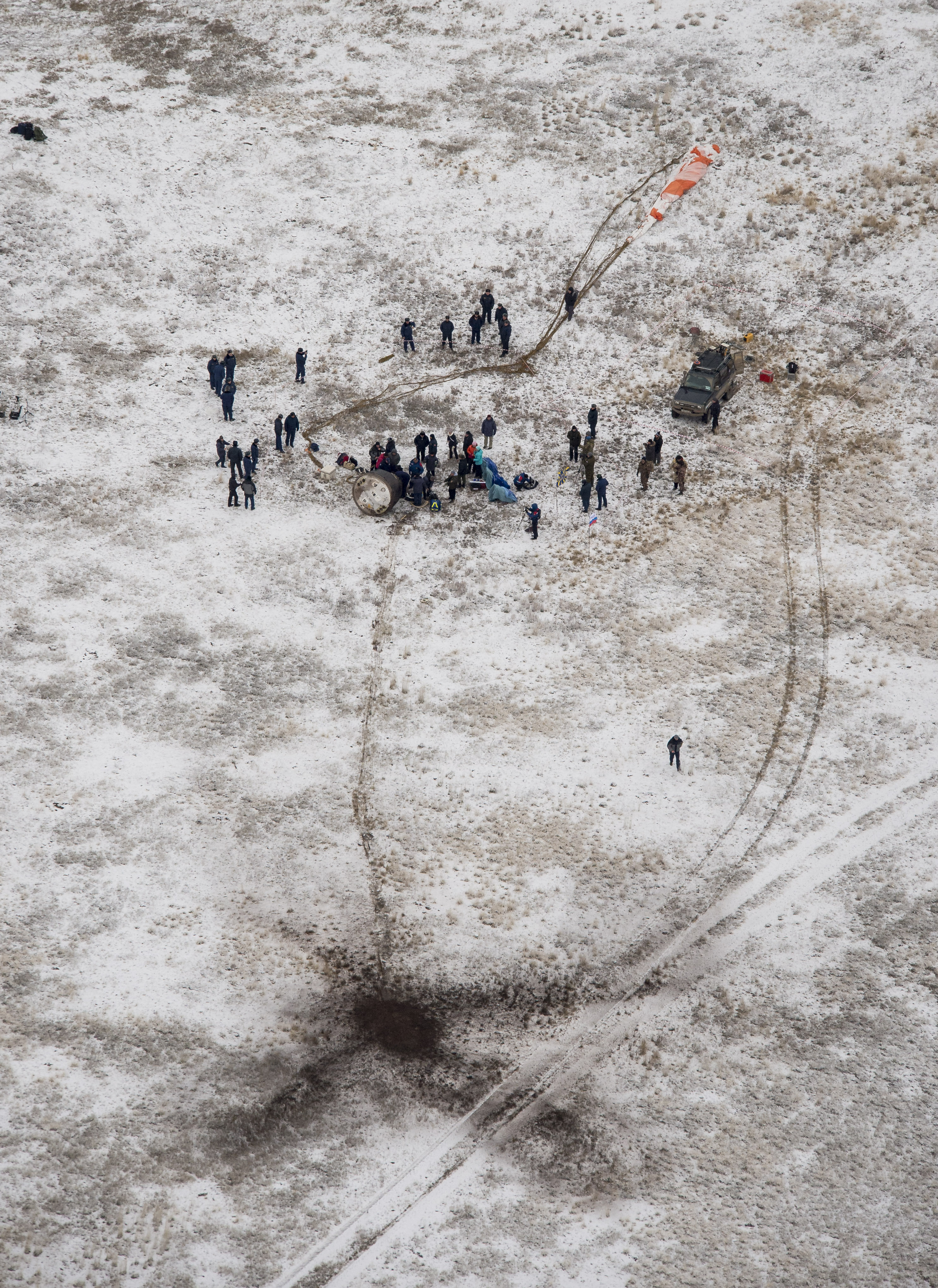
فرود تی‌ام‌ای-۱۳ام
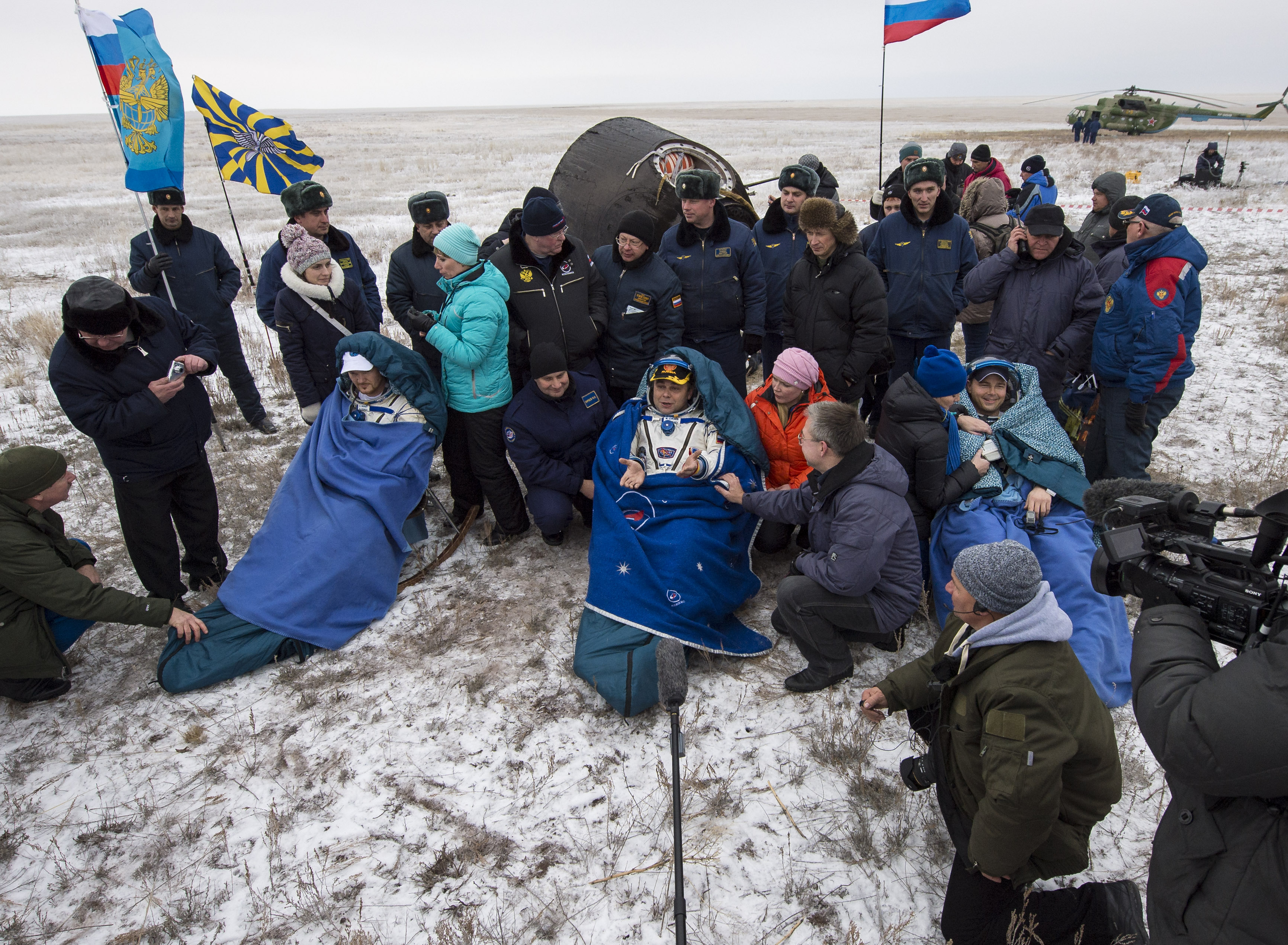
گروه اعزامی ۴۱ پس از فرود